# Carollia
Carollia é um gênero de morcegos da família Phyllostomidae. São morcegos de pequeno porte (peso em torno de 15 g), que habitam principalmente florestais pluviais, mas também podem ser encontrados em vários outros tipos de ambiente, como cerrados, caatingas e restingas. Costumam ser muito abundantes em bordas de florestas ou em vegetação secundária. Todos os morcegos Carollia se alimentam principalmente de frutos , mas eles também podem consumir outros alimentos, como néctar, pólen e insetos , variando desde espécies estritamente frugívoras (como C. castanea) até espécies mais generalistas (como C. perspicillata) . Os morcegos desse gênero são importantes dispersores de sementes de plantas pioneiras, especialmente da família Piperaceae (cava-cavas, jaborandís e outras) que inclui a pimenta-do-reino (Piper nigrum), sendo assim fundamentais para os processos de dinâmica e regeneração de florestas tropicais. Costumam se reproduzir duas vezes ao ano, mas com maior intensidade na estação chuvosa , e em geral têm apenas um filhote por gestação .

## Espécies
- Carollia benkeithi Solari & Baker, 2006
- Carollia brevicauda (Schinz, 1821)
- Carollia castanea H. Allen, 1890
- Carollia colombiana Cuartas, Muñoz & González, 2001
- Carollia manu Pacheco, Solari & Velazco, 2004
- Carollia monohernandezi Muñoz, Cuartas-Calle & González, 2004
- Carollia perspicillata (Linnaeus, 1758)
- Carollia sowelli Baker, Solari & Hoffmann, 2002
- Carollia subrufa (Hahn, 1905)